# Agencja Muzyczna Polskiego Radia

## Historia
Agencja Muzyczna Polskiego Radia S.A. (AM PR) – wytwórnia muzyczna należąca do Polskiego Radia, będąca wyodrębnioną organizacyjnie i samofinansującą się jednostką, utworzona w 1996 roku w Warszawie. W latach 1996–2004 funkcjonowała pod nazwą Centrum Fonografii Polskiego Radia, a następnie jako Radiowa Agencja Fonograficzna Polskiego Radia S.A. (RAF PR).
Oprócz działalności wydawniczej Agencja Muzyczna organizuje koncerty i nagrania w studiach koncertowych Polskiego Radia, a także rejestruje wydarzenia muzyczne, kulturalne i społeczne na terenie całego kraju. Ponadto zajmuje się sprzedażą licencji do nagrań z zasobów archiwum Polskiego Radia.
Siedziba spółki znajduje się przy ul. Modzelewskiego 59 w Warszawie, w kompleksie mieszczącym m.in. studia nagraniowe oraz Studio Koncertowe Polskiego Radia im. Witolda Lutosławskiego.

## Profil i artyści
Działając zgodnie z misją nadawcy publicznego, Agencja Muzyczna wydaje niemal każdy rodzaj polskiej muzyki historycznej i współczesnej: rozrywkową, folkową, klasyczną, jazzową, bluesową, reggae, literacką, kabaretową i aktorską, filmową i teatralną, patriotyczną, a także audiobooki (w formie fizycznej i online), zawierające interpretacje arcydzieł literatury polskiej i światowej przez mistrzów aktorstwa. Pierwszym samodzielnie wydanym przez Agencję albumem hip-hopowym jest debiutancka płyta Del-M (Marcin Jankowski) „Dzieci we mgle” (nagroda w konkursie „Będzie głośno!" w 2024).
Specjalnością Agencji są wydawnictwa wielopłytowe (boksy), m.in. z ariami i pieśniami w wykonaniu Bernarda Ładysza, kompozycjami Władysława Szpilmana, piosenkami Kabaretu Starszych Panów, Agnieszki Osieckiej, Wojciecha Młynarskiego, Jonasza Kofty, Wandy Warskiej, Stanisława Grzesiuka i Marka Grechuty oraz z muzyką Jana Kantego Pawluśkiewicza, Krzysztofa Komedy i Jana Ptaszyna Wróblewskiego.
Nakładem Agencji ukazały się m.in. nagrania takich wykonawców jak: Michał Lorenc, Włodek Pawlik, Hania Stach, Perfect, Edyta Bartosiewicz, Stanisława Celińska, Raz Dwa Trzy, Sławek Wierzcholski i Nocna Zmiana Bluesa, Varius Manx, Ewa Małas-Godlewska, Piotr Beczała, Czesław Niemen, Irena Santor, Anna German, Irena Jarocka, Henryk Miśkiewicz, Wojtek Cugowski, Darek Kozakiewicz, Anna Rusowicz i Kasia Moś.
Najważniejsze, wieloletnie serie wydawnicze Agencji to m.in.: „Muzyka Źródeł”, „Polish Radio Jazz Archives”, „Polska Nostalgia”, „Z Archiwum Polskiego Radia”, „Koncerty w Trójce”, „Komeda w Polskim Radiu”, „Polskie Radio Dzieciom” i „Dyskografia Męskiego Grania"

## Nagrody
Albumy - także wielopłytowe - wydawane przez Agencję były wielokrotnie nagradzana złotymi, platynowymi i diamentowymi przyznawanymi przez Związek Producentów Audio-Video. Uwaga: zasady, wg których ZPAV przyznaje wyróżnienia, były na przestrzeni lat wielokrotnie zmieniane.

### Złote, platynowe i diamentowe płyty

#### Złote płyty
| Wykonawca                                  | Tytuł wydawnictwa                                             | Rok  |
| ------------------------------------------ | ------------------------------------------------------------- | ---- |
| Orkiestra Reprezentacyjna Wojska Polskiego | Mazurek Dąbrowskiego i inne hymny                             | 2004 |
| Konstanty Andrzej Kulka                    | Konstanty Andrzej Kulka                                       | 2004 |
| Czesław Niemen                             | Od początku vol.1                                             | 2004 |
| Bogusław Morka                             | Bogusław Morka i przyjaciele                                  | 2004 |
| Grażyna Brodzińska                         | Śpiewaj i kochaj                                              | 2004 |
| Różni wykonawcy                            | 80 przebojów na 80-lecie Polskiego Radia                      | 2005 |
| Sławek Wierzcholski i Wojtek Karolak       | Piątek wieczorek                                              | 2005 |
| Wanda Warska                               | Piosenki z piwnicy                                            | 2005 |
| Bogusław Morka                             | ’O sole mio                                                   | 2005 |
| Bernard Ładysz                             | Wielkie interpretacje                                         | 2005 |
| Różni wykonawcy                            | Święta Święta, vol.3                                          | 2006 |
| Różni wykonawcy                            | Urodzinowe Lato z Radiem                                      | 2006 |
| Ewa Małas-Godlewska                        | Sentiments                                                    | 2006 |
| Aga Zaryan                                 | Picking Up the Pieces                                         | 2007 |
| Różni wykonawcy                            | Idą Święta                                                    | 2008 |
| Różni wykonawcy                            | Piosenki Kabaretu Starszych Panów od A do Z                   | 2009 |
| Różni wykonawcy                            | Idą święta 3 – akcja charytatywna Trójki                      | 2009 |
| Różni wykonawcy                            | Idą święta 2 – akcja charytatywna Trójki                      | 2009 |
| Różni wykonawcy                            | Nasza Niepodległa                                             | 2009 |
| Różni wykonawcy                            | Idą Święta 4                                                  | 2010 |
| Różni wykonawcy                            | Męskie Granie                                                 | 2010 |
| Różni wykonawcy                            | Polski top wszech czasów                                      | 2010 |
| Sławek Wierzcholski i Nocna Zmiana Bluesa  | Harmonijkowy as                                               | 2010 |
| Różni wykonawcy                            | Idą święta 5                                                  | 2011 |
| Różni wykonawcy                            | Polski Top Wszech Czasów vol.2                                | 2011 |
| Różni wykonawcy                            | Męskie Granie 2011                                            | 2011 |
| Czesław Niemen                             | Pamiętam ten dzień                                            | 2011 |
| Michał Llorenc                             | Jan Paweł II - szukałem was                                   | 2011 |
| Irena Santor                               | Kręci mnie ten świat                                          | 2012 |
| Różni wykonawcy                            | Święta bez granic 2013                                        | 2013 |
| Perfect                                    | Perfect                                                       | 2013 |
| Anna German                                | Z archiwum Polskiego Radia - nagrania radiowe z lat 1961-1979 | 2013 |
| Różni wykonawcy                            | Marek Niedźwiecki - muzyka ciszy vol.2                        | 2014 |
| Różni wykonawcy                            | Święta bez granic 2014                                        | 2014 |
| Różni wykonawcy                            | 65 lat polskiej piosenki                                      | 2014 |
| Różni wykonawcy                            | Męskie Granie 2014                                            | 2014 |
| Perfect                                    | Dadadam                                                       | 2014 |
| Różni wykonawcy                            | Marek Niedźwiecki - muzyka ciszy                              | 2014 |
| Piersi                                     | Piersi i przyjaciele 2                                        | 2014 |
| Stanisława Celińska                        | Atramentowa                                                   | 2015 |
| Krzysztof Komeda                           | Polish Radio Jazz Archives vol.4                              | 2015 |
| IRA                                        | My                                                            | 2016 |
| Stanisława Celińska                        | Atramentowa - suplement                                       | 2016 |
| Różni wykonawcy                            | Męskie Granie 2015                                            | 2016 |
| Mietek Szcześniak                          | Nierówni                                                      | 2017 |
| Różni wykonawcy                            | Męskie Granie 2016                                            | 2017 |
| Różni wykonawcy                            | Męskie Granie 2017                                            | 2018 |
| Różni wykonawcy                            | Męskie Granie 2018                                            | 2018 |
| Różni wykonawcy                            | Marek Niedźwiecki - muzyka ciszy 3                            | 2019 |
| Różni wykonawcy                            | Męskie Granie 2019                                            | 2019 |
| Big Cyc                                    | Z partyjnym pozdrowieniem                                     | 2025 |

#### Platynowe płyty
| Wykonawca              | Tytuł wydawnictwa              | Rok  |
| Wanda Warska           | Piosenki z Piwnicy             | 2005 |
| Bernard Ładysz         | Wielkie interpretacje          | 2005 |
| Raz Dwa Trzy           | Trudno nie wierzyć w nic       | 2005 |
| Bogusław Morka         | ’O sole mio                    | 2005 |
| Aga Zaryan             | Picking Up the Pieces          | 2007 |
| Różni Wykonawcy        | Męskie Granie                  | 2010 |
| Różni Wykonawcy        | Polski top wszech czasów       | 2010 |
| Różni Wykonawcy        | Męskie Granie 2011             | 2011 |
| Różni wykonawcy        | Polski Top Wszech Czasów vol.2 | 2011 |
| Czesław Niemen         | Pamiętam ten dzień             | 2012 |
| Perfect                | Perfect                        | 2013 |
| Piersi i przyjaciele 2 | Piersi i przyjaciele 2         | 2014 |
| Różni wykonawcy        | Męskie Granie 2014             | 2015 |
| Stanisława Celińska    | Atramentowa                    | 2015 |
| Piersi                 | Piersi i przyjaciele 2         | 2016 |
| IRA                    | Wybacz - singiel               | 2016 |
| Stanisława Celińska    | Atrametowa - suplement         | 2017 |
| Różni wykonawcy        | Męskie Granie 2016             | 2017 |
| Różni wykonawcy        | Męskie Granie 2017             | 2018 |
| Różni wykonawcy        | Męskie Granie 2015             | 2018 |
| Różni wykonawcy        | Męskie Granie 2017             | 2018 |
| Różni wykonawcy        | Męskie Granie 2019             | 2020 |

#### Podwójne platynowe płyty
| Wykonawca                                  | Tytuł wydawnictwa                 | Rok  |
| Różni wykonawcy                            | Agnieszka Osiecka - pięć oceanów  | 2003 |
| Orkiestra Reprezentacyjna Wojska Polskiego | Mazurek Dąbrowskiego i inne hymny | 2004 |
| Aga Zaryan                                 | Picking Up the pieces             | 2008 |
| Stanisława Celińska                        | Atramentowa                       | 2016 |
| IRA                                        | Wybacz singiel                    | 2018 |
| Różni wykonawcy                            | Męskie Granie 2018                | 2019 |
| Różni wykonawcy                            | Męskie Granie 2016                | 2020 |
| Różni wykonawcy                            | Męskie Granie 2018                | 2020 |
| Różni wykonawcy                            | Męskie Granie 2019                | 2021 |

#### Poczwórne platynowe płyty
| Wykonawca      | Tytuł wydawnictwa   | Rok  |
| Bernard Ładysz | A to Polska właśnie | 2004 |

#### Diamentowe płyty
| Wykonawca       | Tytuł wydawnictwa         | Rok  |
| Różni wykonawcy | Chopin – dzieła wszystkie | 2005 |
| Różni wykonawcy | Chopin – dzieła wszystkie | 2006 |

### Fryderyki
Płyty Polskiego Radia wielokrotnie były wyróżniane Fryderykami – dorocznymi Nagrodami Polskiego Przemysłu Fonograficznego.
| Kategoria                                 | Wykonawcy | Tytuł                                                            | Rok  |
| Muzyka wokalna                            | Andrzej Hiolski | Arie operowe vol. 2                                              | 2000 |
| Album roku - poezja śpiewana              | Jeremi Przybora, Jerzy Wasowski oraz polscy aktorzy | Piosenki Kabaretu Starszych Panów                                | 2000 |
| Album roku muzyka wokalna                 | Urszula Kryger, Jadwiga Rappé, Jerzy Knetig, Tomasz Herbut | Duety rosyjskie                                                  | 2001 |
| Album roku - muzyka orkiestrowa           | Jan Krenz, Andrzej Hiolski, Narodowa Orkiestra Symfoniczna Polskiego Radia w Katowicach | Seria „Dyrygenci polscy”                                         | 2001 |
| Album roku - muzyka wokalna               | Urszula Kryger, Katarzyna Jankowska-Borzykowska | Karłowicz, Szymanowski – Pieśni                                  | 2002 |
| Album roku - muzyka orkiestrowa           | Grzegorz Fitelberg, Narodowa Orkiestra Symfoniczna Polskiego Radia w Katowicach | Seria „Dyrygenci polscy”, nagrania historyczne 1948–1953         | 2003 |
| Najwybitniejsze nagranie muzyki polskiej  | Grzegorz Fitelberg, Narodowa Orkiestra Symfoniczna Polskiego Radia w Katowicach | Seria „Dyrygenci polscy”, nagrania historyczne 1948–1953         | 2003 |
| Album roku reedycje, nagrania archiwalne  | Czesław Niemen | Od początku                                                      | 2003 |
| Album roku - muzyka alternatywna          | Raz, Dwa, Trzy | Trudno nie wierzyć w nic                                         | 2003 |
| Piosenka roku                             | Raz, Dwa, Trzy | Trudno nie wierzyć w nic                                         | 2003 |
| Album roku muzyka wokalna                 | Jadwiga Rappé | Lutosławski – Pieśni                                             | 2004 |
| Album roku muzyka orkiestrowa             | Dominik Połoński, Polska Orkiestra Radiowa, Łukasz Borowicz | Połoński                                                         | 2006 |
| Album roku muzyka wokalna                 | Jadwiga Rappé, Mariusz Rutkowski | Władysław Żeleński – Pieśni                                      | 2006 |
| Album roku - muzyka współczesna           | Zofia Kilanowicz, Narodowa Orkiestra Symfoniczna Polskiego Radia, Henryk Mikołaj Górecki | Henryk Mikołaj Górecki: III Symfonia „Symfonia pieśni żałosnych” | 2006 |
| Album roku - nagrania archiwalne          | Henryk Czyż, Daniel Szafran, Narodowa Orkiestra Symfoniczna Polskiego Radia, Orkiestra Symfoniczna Polskiego Radia i Telewizji w Krakowie, Polska Orkiestra Radiowa | Seria „Dyrygenci polscy”                                         | 2006 |
| Album roku - muzyka chóralna i oratoryjna | Marzena Michałowska, Anna Mikołajczyk-Niewiedział, Piotr Kociniewski, Piotr Olech, Paweł Andrzejewski, Aleksander Kunach, Jarosław Bręk, Marek Picz, Chór Uniwersytetu im. Adama Mickiewicza w Poznaniu, Wrocławski Zespół Solistów Ricordanza, Concerto Polacco, Sine Nomine, Jacek Sykulski, Marek Toporowski | Musica Sacromontana - Józef Zeidler                              | 2008 |
| Album roku - muzyka kameralna             | Emilia Sitarz, Bartłomiej Wąsik | Lutosławski Piano Duo                                            | 2008 |
| Album roku - muzyka alternatywna          | Smolik, Abradab, Maleńczuk, Waglewski, Mitch&Mitch, Pogodno, Fisz Emade, Kim Nowak, DJ Eprom, OXY.GEN, Voo Voo, Jacaszek | Męskie Granie                                                    | 2011 |
| Album roku - muzyka dawna i barokowa      | Władysław Kłosiewicz, Lilianna Stawarz, Małgorzata Wojciechowska, Maria Papuzińska-Uss, Marcin Zalewski | Francois Couperin - Pieces de clavecin                           | 2014 |
| Album roku - muzyka dawna                 | Olga Pasiecznik, Anna Radziejewska, Barbara Zamek, Jan Jakub Monowid, Artur Janda, Aleksander Kunach, Zespół Instrumentów Dawnych Warszawskiej Opery Kameralnej Musicae Antiquae Collegium Varsoviense, Lilianna Stawarz                                                                                        | Antonio Caldara - Maddalena ai piedi di Cristo                   | 2018 |
| Album roku - muzyka oratoryjna i operowa  | Wioletta Chodowicz, Ryszard Minkiewicz, Andrzej Lampert, Dariusz Machej, Polska Orkiestra Radiowa i Chór Filharmonii Narodowej, Michał Klauza | Karol Szymanowski - Hagith                                       | 2020 |
| Najwybitniejsze nagranie muzyki polskiej  | Grażyna Bacewicz (kompozytor), Jakub Jakowicz (skrzypce) i Bartosz Bednarczyk (fortepian) | Grażyna Bacewicz - Sonaty na skrzypce i fortepian                | 2021 |
| Album roku - muzyka symfoniczna           | Narodowa Orkiestra Symfoniczna Polskiego Radia w Katowicach | Semkow - NOSPR - Brahms: Symfonie 1-4                            | 2021 |
| Album roku - muzyka oratoryjna i operowa  | Łukasz Borowicz, Polska Orkiestra Radiowa, Orkiestra Polskiego Radia w Warszawie, Chór Polskiego Radia w Krakowie i Chór Filharmonii Wrocławskiej | Łukasz Borowicz                                                  | 2024 |

### Feniksy
Wydawnictwa Agencji Muzycznej otrzymały wielokrotnie nagrody Stowarzyszenia Wydawców Katolickich Feniks, m.in. Feniks 2023 w kategorii „Multimedia”.

## Dyrekcje
Od 2014 roku funkcję szefa Agencji Muzycznej Polskiego Radia S.A. pełniła Elżbieta Kiernicka, wcześniej związana z wytwórnią Warner Music Poland.
W lutym 2016 powołany został na to stanowisko Piotr Iwicki, muzyk i dziennikarz muzyczny.
W latach 2018–2019 dyrektorem Agencji był Piotr Nagłowski.
Od 2020 roku (z przerwą od 06.2020 do 05.2021) szefową Agencji Muzycznej była Bogna Kowalska, pełniąca także obowiązki dyrektora Orkiestry Polskiego Radia w Warszawie.
Od 1.08.2024 Agencją Muzyczną kieruje dziennikarz muzyczny Zbigniew Zegler.